# Montecristo (telenovela argentina)
Montecristo foi uma telenovela argentina produzida pela Telefe e exibida entre 25 de abril e 27 de dezembro de 2006.
A historia é uma adaptação da obra El conde de Montecristo, de Alejandro Dumas e foi adaptada por Adriana Lorenzóne Marcelo Camaño.
Foi protagonizada por Pablo Echarri e Paola Krum e antagonizada por Joaquín Furriel e Oscar Ferreiro 

## Elenco

### Fixo
| Ator/atriz          | Personagem            | Período em capítulos |
| ------------------- | --------------------- | -------------------- |
| Pablo Echarri       | Santiago Díaz Herrera | 1 - 145              |
| Paola Krum          | Laura Sáenz           | 1 - 145              |
| Joaquín Furriel     | Marcos Lombardo       | 1 - 145              |
| Oscar Ferreiro      | Alberto Lombardo      | 1 - 145              |
| Viviana Saccone     | Victoria Sáenz        | 1 - 145              |
| Alexandre Melgarejo | Alfonso Sáenz         | 1 - 145              |
| Roberto Carnaghi    | Lisandro Donosso      | 1 - 145              |
| Rita Cortese        | Sara María Carusso    | 1 - 143              |
| Luis Machín         | León Rocamora         | 3 - 145              |
| Esteban Pérez       | Luciano Mazello       | 1 - 103              |
| Virginia Lago       | Helena Luján          | 1 - 145              |
| Mónica Scapparone   | Dolores               | 1 - 145              |
| Celina Font         | Milena Salcedo        | 2 - 145              |
| María Abadi         | Érica Donosso         | 1 - 145              |
| Maxi Ghione         | Ramón Ortega          | 7 - 145              |
| María Onetto        | Leticia Monserrat     | 1 - 145              |
| Victoria Rauch      | Valentina Lombardo    | 1 - 145              |
| Milton de la Canal  | Matías Díaz Herrera   | 1 - 145              |
| Eugenia Aguilar     | Camila Lombardo       | 1 - 145              |
| Horacio Roca        | Pedro Darrichón       | 1 - 145              |

### Recorrente
| Ator/atriz       | Personagem   | Período em capítulos | Quantidad de cap. |
| ---------------- | ------------ | -------------------- | ----------------- |
|                  | Clementi     | 2 -                  |                   |
| Rafael Amargo    | Iñaki        | 3 - 5, 42 - 46       | 8                 |
| Soledad Comasco  | Mariana      | 3 -                  |                   |
|                  | Serafini     | 6 - 7                | 2                 |
| Fabián Arenillas | D'alessio    | 6 - 7                | 2                 |
| Julieta Novarro  | Ana Medina   | 6 - 52               | 19                |
| Héctor Malamud   | Martínez     | 12 - 36              | 5                 |
| Sebastián Boscán | Camilo       | 13 -                 |                   |
|                  | Mirna        | 14 -                 |                   |
| Pablo Razuk      | Vito Cosutti | 15 - 32              | 15                |
| Violeta Lo Re    |              | 17                   | 1                 |
| Mario Moscoso    | Vecino       |                      |                   |
| Vera Carnevale   | Espiritista  | 77                   | 1                 |
| Leandro Gaeta    | Munro        | 105 -                |                   |
|                  | Duquesa      | 108 -                |                   |

### Participações especiais
| Ator/atriz        | Personagem           | Período em capítulos | Quantidade de capítulos. |
| ----------------- | -------------------- | -------------------- | ------------------------ |
| Mario Pasik       | Horacio Díaz Herrera | 1, 73                | 2                        |
| Ulises Dumont     | Ulises               | 1 - 9,               | 5                        |
| Jessica Schultz   | Úrsula               | 8 -                  |                          |
| Lucrecia Capello  | Susana Díaz          | 45 - 48, 54 - 55,    |                          |
| Alejandro Fiore   | Patricio Tamargo     | 55 -                 |                          |
| Adrián Navarro    | Federico Solano      | 64 - 145             |                          |
| Marcelo Alfaro    | Raúl Granados        | 82 -                 |                          |
| María Fiorentino  | María Solano         |                      |                          |
| Nora Cárpena      | Mercedes Cortés      | 94 - 145             |                          |
| Edward Nutkiewicz | Fiscal               | 110 -                |                          |
| Enrique Liporace  | Dr. Aldo Calvino     | 128 -                |                          |

## Audiência
O primeiro capítulo obteve 27,4 pontos de rating. O capítulo final obteve 34,6 pontos de rating, e também pode ser acompanhado no Luna Park.

## Versões
- Em 2006, o canal Megavisión do Chile fez uma adaptação da telenovela com o mesmo título e foi protagonizada por Gonzalo Valenzuela e Ingrid Isensee. A diferença da versão original, e para evitar problemas com a linha editorial do canal, a trama central se relacionou com o tráfico de crianças em vez de desaparecidos.

- Em 2006, a TV Azteca do México lançou sua adaptação da história. Com o mesmo título original, foi protagonizada por Diego Olivera e Silvia Navarro.

- Em 2007, o canal SIC de Portugal, fez a adaptação de Montecristo, com o título Vingança e foi protagonizada por Diogo Morgado e Lucía Moniz.

- Em 2007, o canal colombiano Caracol Televisión lançou uma versão da novela e teve muito êxito neste país, sendo uma das novelas mais vistas na televisão colombiana. Foi protagonizada por Juan Carlos Vargas e Paola Rey.

## Prêmios e Indicações
| Ano  | Prêmio               | Categoria                       | Programa         | Resultado |
| ---- | -------------------- | ------------------------------- | ---------------- | --------- |
| 2006 | Prêmio Clarín        | Melhor Ficção Diária Drama      | Montecristo      | Ganhadora |
| 2006 | Prêmio Clarín        | Atriz de Drama                  | María Onetto     | Ganhadora |
| 2006 | Prêmio Clarín        | Atriz de Drama                  | Viviana Saccone  | Nomeada   |
| 2006 | Prêmio Clarín        | Ator de Drama                   | Roberto Carnaghi | Ganhador  |
| 2006 | Prêmio Clarín        | Ator de Drama                   | Joaquín Furriel  | Nomeado   |
| 2006 | Prêmio Clarín        | Ator de Drama                   | Oscar Ferreiro   | Nomeado   |
| 2006 | Prêmio Clarín        | Revelação feminina              | María Abadi      | Ganhadora |
| 2006 | Prêmio Clarín        | Revelação feminina              | Victoria Rauch   | Nomeada   |
| 2006 | Prêmio Martín Fierro | Martín Fierro de ouro           | Montecristo      | Ganhador  |
| 2006 | Prêmio Martín Fierro | Melhor Telenovela               | Montecristo      | Ganhador  |
| 2006 | Prêmio Martín Fierro | Atriz Protagonista de Novela    | Paola Krum       | Nomeada   |
| 2006 | Prêmio Martín Fierro | Atriz Protagonista de Novela    | Viviana Saccone  | Ganhadora |
| 2006 | Prêmio Martín Fierro | Ator Protagonista de Novela     | Joaquín Furriel  | Nomeado   |
| 2006 | Prêmio Martín Fierro | Ator Protagonista de Novela     | Pablo Echarri    | Ganhador  |
| 2006 | Prêmio Martín Fierro | Atriz de reparto em Drama       | Mónica Scaparone | Nomeada   |
| 2006 | Prêmio Martín Fierro | Atriz de reparto em Drama       | Celina Font      | Nomeada   |
| 2006 | Prêmio Martín Fierro | Atriz de reparto em Drama       | Virginia Lago    | Nomeada   |
| 2006 | Prêmio Martín Fierro | Ator de reparto em Drama        | Luis Machín      | Nomeado   |
| 2006 | Prêmio Martín Fierro | Ator de reparto em Drama        | Oscar Ferreiro]  | Nomeado   |
| 2006 | Prêmio Martín Fierro | Ator de reparto em Drama        | Roberto Carnaghi | Ganhador  |
| 2006 | Prêmio Martín Fierro | Revelação                       | María Abadi      | Nomeada   |
| 2006 | Prêmio Martín Fierro | Revelação                       | María Onetto     | Ganhadora |
| 2006 | Prêmio Martín Fierro | Participação especial em Ficção | Nora Cárpena     | Ganhadora |